# Pierre Girard
Pour les articles homonymes, voir Pierre Girard (homonymie) et Girard.
Pour le mathématicien français Pierre Girard, voir Pierre-Simon Girard.
Pierre Girard, né le 21 août 1892 à Genève et mort dans la même ville le 28 décembre 1956, est un écrivain suisse.

## Biographie
Après des études interrompues, il entre en écriture avec des recueils de poésie, en particulier dans les « Cahiers vaudois ». Ce seront: Les roses dans la corbeille,  Le pavillon dans les vignes, Printemps à Montmirail, Le visage tourné vers le zénith, ou encore Mon royaume est en fleurs. Il est l'auteur du livret de la « Fête des vignerons » de Vevey en 1927. Il fonde sa compagnie d'agent de change en 1935, avant de l'abandonner en 1945 pour se consacrer à l'écriture. Hormis de brefs séjours en Allemagne, en France et aux États-Unis, il n'a guère quitté sa ville natale. Il aimait Jean Giraudoux et se lia d'amitié avec Valery Larbaud et Jacques Chenevière.
Il signe en tout une vingtaine de nouvelles et de romans, dont le décor est presque toujours Genève, sa banlieue et les paysages alentour. Il est également l'auteur d'une centaine de billets dans différents journaux dont certains ont été réunis après sa mort sous le titre de Menus propos.
Dès le début des années 1980, les éditions L'Âge d'Homme ont commencé à rééditer son œuvre dans la collection Poche suisse.

## Distinctions
- Grand Prix de la littérature de la ville de Genève en 1951[4].

## Œuvres
- La Flamme au Soleil, Cahiers vaudois, 1915
- Philibert Lorme chef-éclaireur : récit Genève : Atar, 1917
- Le pavillon dans les vignes, Sonor, Genève, s.d., ca 1918
- Mon royaume est en fleurs : poèmes Genève : Kündig, 1919
- Le Visage tourné vers le zénith, Sonor, 1921
- June, Philippe et l’amiral Paris : Éditions du Sagittaire chez Simon Kra, 1924. - coll. « Collection de la Revue européenne, no 6 »
- Lord Algernon, Editions du Sagittaire chez Simon Kra, coll. « Collection de la Revue européenne, no 18 »,  Paris,1925
- Curieuse métamorphose de John Paris : Éditions du Sagittaire chez Simon Kra, 1925. - coll. « Les Cahiers nouveaux » ; 13
- Histoire de Bélisaire La Haye : J. Gondrexon, 1926
- Connaissez mieux le cœur des femmes Paris : S. Kra, 1927
- Livret de la fête des vignerons de Vevey, 1927. - Collection européenne ; 27
- La Rose de Thuringe Paris : Calmann-Lévy, 1930. - Collection le Prisme
- Anges américains Genève : Éd. de La Tribune de Genève, 1937
- Histoire de Monsieur Stark, in "Les Œuvres libres" no 206, Fayard, Août 1938 - rééd. l'Arbre vengeur, 2014
- Syrup de cassis, Kündig, Genève, 1941
- Amours au Palais Wilson, Imprimeries réunies, Lausanne, 1942
- Monsieur Stark : roman, Librairie de l'Université de Fribourg (LUF), Fribourg, 1943 - Rééd.L'Arbre vengeur, 2014
- Charles dégoûté des beefsteaks, Fribourg, 1944 - rééd. L' Arbre vengeur, 2015
- Othon et les sirènes Porrentruy : Éd. des Portes de France, 1944. - coll. « Collection de l'oiselier » - Rééd.  l'Arbre vengeur, 2012
- Le gouverneur de Gédéon Fribourg ; Paris : Egloff (LUF), 1946
- Un printemps avec Monsieur Töpffer, Pierre Cailler, coll. « Petite Collection Rodolphe Töpffer, Deuxième Série », Genève, 1947
- La Grotte de Vénus Fribourg ; Paris : Egloff (LUF), 1948
- Irène fait son marché. Suivi de cinquante deux menus propos, Édition du Journal de Genève, Genève, 1959
- Le Major Buddle Lausanne : H.-L. Mermod Éditions des Terreaux, 1961
- Les Enveloppes bleues – correspondance 1944–1951, avec Alice Rivaz, Zoé, Genève, 2005
- Les Sentiments du voyageur suivi de Anges américains, Collection Théodore Balmoral, Éditions Fario, Paris, 2016
- Don Juan et transports de bois, L'Arbre vengeur, 2020